# U.S. Army Rangers
U.S. Army Rangers jsou elitní jednotky americké armády, které jsou schopny provádět přímé, tajné a záchranné akce (výpady, přepady). V současnosti existuje 75. Ranger Regiment, který vznikl za druhé světové války a v současnosti sídlí ve Ft.Benning v Georgii. Linie Rangerů byly v současnosti zmenšeny ze šesti praporů na tři, známé jako 5307 Composite Unit přezdívané Merrill's Marauders, poté repatriovaná jako 475th Infantry, později jako 75. Infantry. 75th Ranger Regiment je speciální bojový útvar ovládaný United States Army Special Operations Command (USASOC). 
V širším a méně formálním smyslu se termín „ranger“ používá oficiálně i neoficiálně v Severní Americe od 17. století k popisu lehké pěchoty v malých, nezávislých jednotkách – obvykle rotách. První jednotky, které byly oficiálně označeny jako Rangers, byly společnosti rekrutované v koloniích Nové Anglie koloniálními milicemi k boji ve válce krále Filipa (1676). Od té doby se tento termín stal běžnějším v oficiálním použití během francouzských a indiánských válek 18. století. Americká armáda má společnosti „Rangerů“ od americké revoluce. Britské jednotky později nazývané „Rangers“ měly často také historické vazby na britskou Severní Ameriku.
Šest praporů moderních Rangers bylo rozmístěno v Koreji, Vietnamu, Afghánistánu a Iráku a zúčastnilo se několika konfliktů, jako např. v Panamě a Grenadě.

## Historie

### První jednotky Rangers
První jednotku Rangers založil na počátku 18. století ve státě Massachusetts Benjamin Church, jako obranu před Indiány v pohraničních oblastech, v nichž byly polovojenské jednotky neefektivní. Později v době francouzské a indiánské války založil podobnou jednotku Robert Rogers z New Hampshire. Dvě rangerské roty, známé jako Rogers' Rangers (Rogerovi Rangeři), podporovaly britská vojska proti Francouzům v Kanadě v oblasti státu New York a řeky sv. Vavřince.

### Druhá světová válka

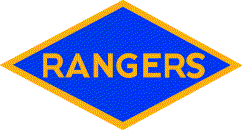
Nášivka jednotek Rangers používaná během druhé světové války

Během druhé světové války byl z dobrovolníků 1. obrněné a 34. pěší divize (odkud pocházelo 80 % mužstva) vytvořen speciální prapor pojmenován 1. prapor Rangers. Výcvik praporu začal ve Skotsku pod vedením britských instruktorů Commandos. Následně vznikly další čtyři prapory. Rangers byli nasazeni jako první vlny útoků při obojživelných operacích Torch a Husky.
Pod vedením Williama O. Darbyho se zúčastnili i bitvy o Cisternu, kde byla 29. ledna velká část 3. a 5. praporu zajata. Během operace Overlord přistál 5. prapor Rangers s první vlnou amerických vojsk na úseku Dog White na pláži Omaha. 2. prapor Rangers se zúčastnil známého útoku na Pointe du Hoc. Na pacifickém bojišti byl v 26. září 1944 vytvořen 6. prapor Rangers, který se zúčastnil vylodění na Filipíny a útoku na Cabanatuan. Po skončení války byly tyto jednotky rozpuštěny.

### Korejská válka

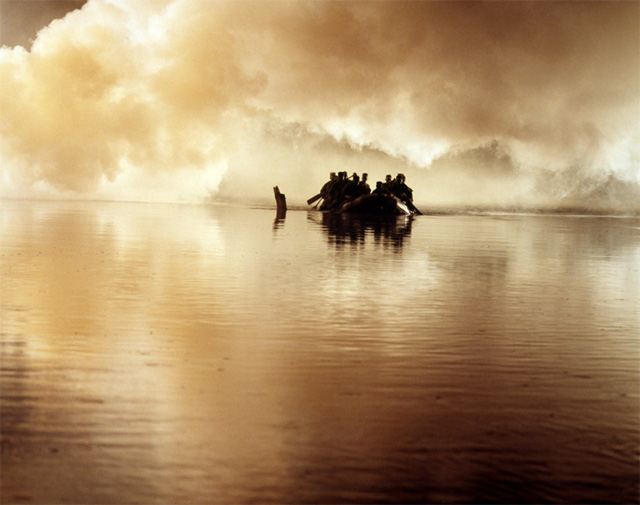
Příslušníci US Army Rangers během nočního průzkumu

Během Korejské války byl vytvořením první nové roty Rangers pověřen Ralph Puckett. V následujícím období jednotky Rangers nebyly nikdy větší než rota a byly vždy přiděleny větším celkem. Po skončení války opět většinu jednotek Rangers rozpustili. Zůstala jen škola Rangers ve Fort Bening ve státě Georgie.

### Vietnamská válka
Opětovná potřeba speciálních jednotek tohoto typu se projevila během války ve Vietnamu. Od roku 1966 operoval v zemi 75. pluk Rangers (75th Ranger Infantry Regiment) jako průzkumná složka 101. výsadkové divize. Několik dalších rot připadlo i jiným jednotkám. Celkově ve Vietnamu operovaly roty C, D, E, F, G, H, I, K, L, M, N, O a P. Prosazovaly se zejména při hlídkách dálkového průzkumu (tzv. LRRP – Long Range Reconnaissance Patrol). Tyto akce byly pozemní průzkumné mise na velké vzdálenosti, často mířily do oficiálně nepřístupných oblastí Kambodže a Laosu podél Ho Či Minovy cesty. Byly při nich získávány informace o pohybech nepřítele, naváděny letecké útoky, vyhodnocovány výsledky bombardování, vytváření pastí atd.. Jednotky se několikrát zúčastnily akcí na osvobození válečných zajatců nebo získání zajatce z řad VLA či Vietkongu. U některých akcích používali vojáci černé oděvy Vietkongu a dokonce namísto předepsané vojenské obuvi nosili tenisky nebo vietnamské sandále, které byly pohodlnější a navíc matoucí pro nepřátelské stopaře.

### Současnost

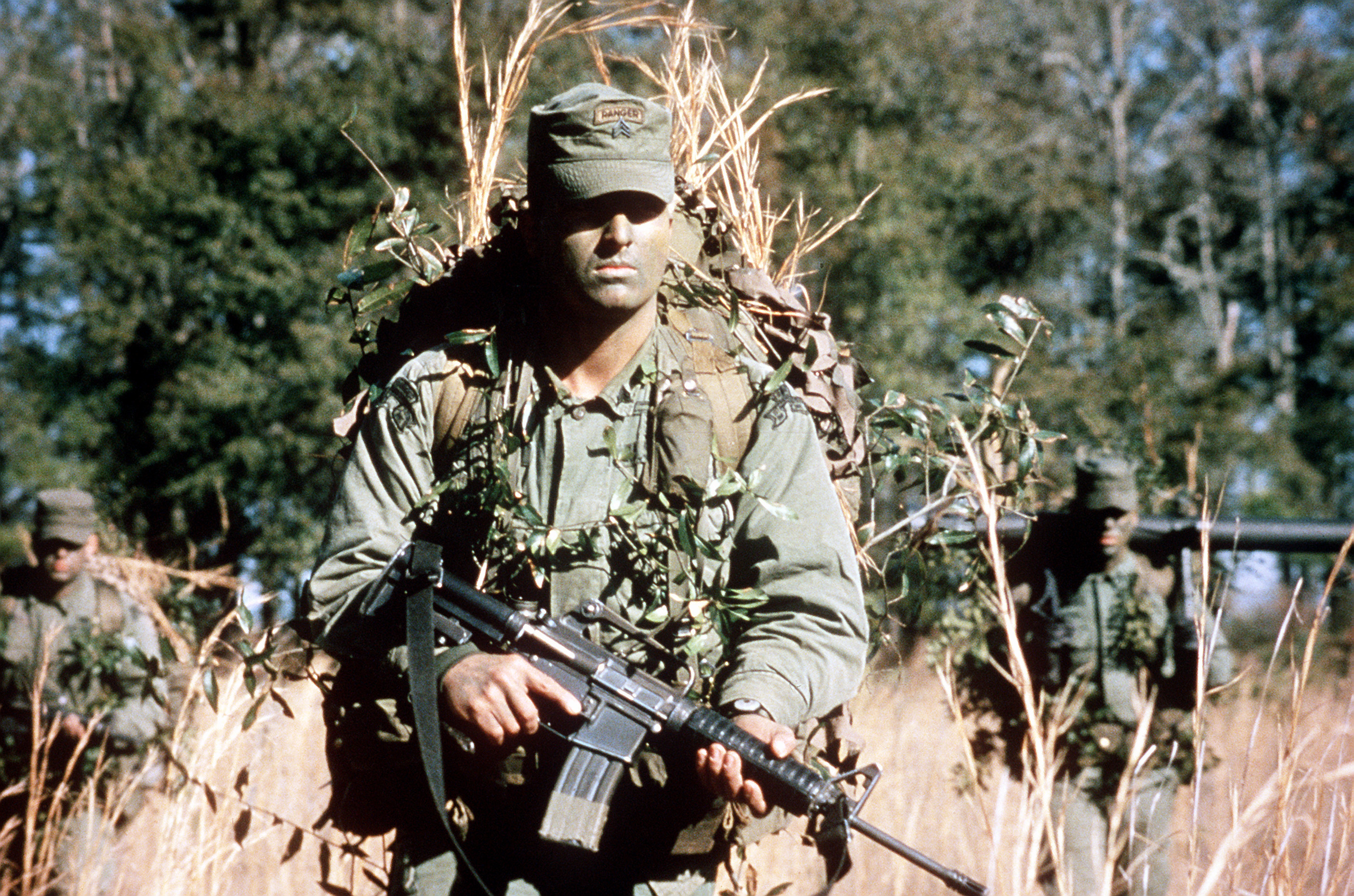
Američtí Rangers v poli

První stálý prapor byl zřízen v roce 1974 z iniciativy generála Creighton Williams Abramse juniora ve Fort Benning a druhý ve Fort Lewis ve státě Washington. Poprvé byly tyto oddíly bojově nasazeny na Grenadě v roce 1983. V roce 1984 byl zřízen další prapor ve Fort Bening. V roce 1987 vznikl z těchto tří praporů samostatný 75. pluk Ranger (75th Ranger Regiment).
75. pluk Rangers je elitní jednotka lehké pěchoty americké armády, která operuje minimálně se silou roty; to znamená 150 členů, ojediněle čety – 50 členů. Je určena na dálkový hloubkový průzkum, na speciální zajišťovací operace, úderné a podpůrné akce. Rangers většinou podporují menší elitní skupiny například Delta Force. Pluk Rangers se skládá ze tří praporů, z nichž každý má přibližně 1 600 osob. 1. prapor Hunter Army Airfield, stát Georgie, 2. prapor Fort Lewis, stát Washington, 3. prapor Fort Benning, stát Georgie.
Kritéria výběru členů jsou přísné. Zájemci musí mít středoškolské vzdělání, absolvovat pětiměsíční základní výcvik, třítýdenní výsadkářský kurz a třítýdenní vstupní program Ranger. Vzhledem k tomu, že tyto jednotky operují ve větších počtech, nejsou nasazovány na příliš utajované akce.

## Škola Rangers

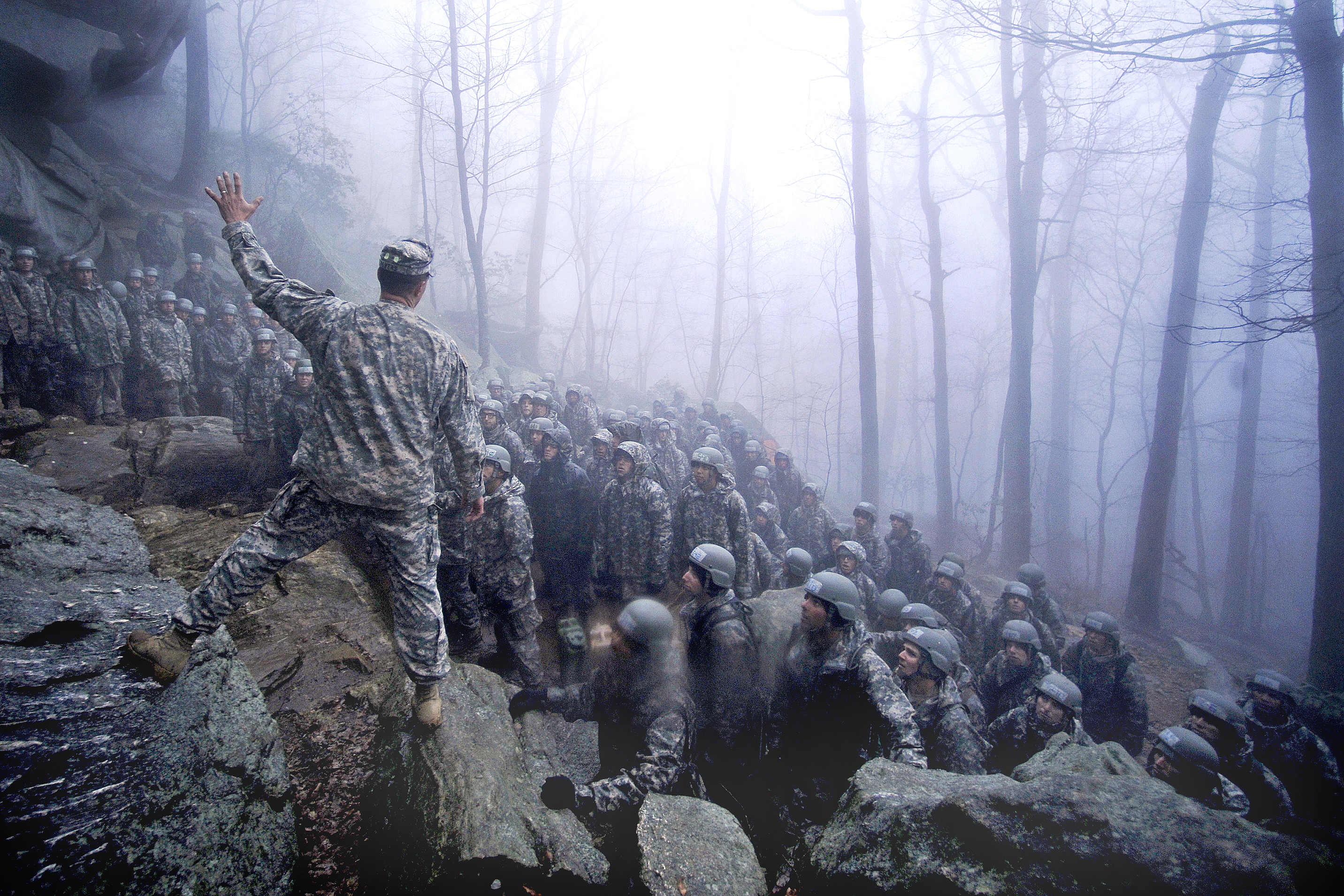
Rekruti Rangers během výcviku

Výcvik Rangers začal v září 1950 ve Fort Benning ve státě Georgia “zformováním a výcvikem 17 výsadkových rot velitelstvím Ranger Training Command”. První třída absolvovala výcvik Rangers v listopadu 1950. Pěší škola armády Spojených států oficiálně zřídila oddělení Ranger v prosinci 1951. Pod oddělením Ranger byla první třída školy Ranger vedena v lednu až březnu 1952 s datem promoce 1. března 1952. Jeho trvání bylo 59 dní. V té době byl výcvik Ranger dobrovolný.
V roce 1966 panel v čele s generálem Ralphem E. Hainesem, Jr. doporučil, aby byl výcvik Ranger povinný pro všechny důstojníky pravidelné armády před jmenováním do funkce. “Dne 16. března 1966 to tak nařídil náčelník generálního štábu Harold K. Johnson.” Tato politika byla realizována v červenci 1967. 21. června 1972 byla zrušena generálem Williamem Westmorelandem. Výcvik Rangers byl opět dobrovolný. V srpnu 1987 bylo oddělení Ranger odděleno od pěchotní školy a byla zřízena výcviková brigáda Rangers, které velel brigádní generál James Emory Mace. 
Roty Ranger, které tvořily oddělení Rangers, se staly současnými výcvikovými jednotkami - 4., 5., a 6. výcvikový prapor Ranger. Tyto jednotky vedou školu Rangers armády Spojených států na různých místech ve Fort Benning, Georgia, tábor Frank Merrill, poblíž Dahlonega, Georgia a tábor James Rudder na Auxikiary Field No.6/Biancur Field na letecké základně Englin na severozápadě Floridy. Od roku 2011 škola trvá 61 dní.  
V srpnu 2015 absolvovaly první dvě ženy školu Ranger; “byly prvními ženami, které úspěšně dokončily notoricky vyčerpávající program.”  